# Episodi de Il commissario Rex (quarta stagione)
La quarta stagione della serie televisiva Il commissario Rex consta di quindici episodi andati per la prima volta in onda, in Austria, dall'8 gennaio 1998 al 26 marzo 1998. In Italia la trasmissione degli episodi in prima visione è avvenuta quasi in contemporanea, dal 4 marzo al 29 aprile 1998, su Rai 2. I risultati in termini di ascolti furono ben al di sopra delle aspettative, nonostante la frequente sovrapposizione con la trasmissione di incontri di calcio da parte di altre reti televisive. L'episodio più seguito è stato "L'ultima avventura", trasmesso il 1º aprile alle ore 20,50 e visto da 8 886 000 telespettatori con uno share superiore al 30%. Il dato dello share, infatti, non è mai sceso sotto la soglia dei 20 punti percentuali, nonostante la concorrenza talvolta rappresentata da importanti gare di UEFA Champions League, Coppa Italia o incontri della Nazionale di Calcio.
Alcuni episodi, trasmessi in replica su Rai 1, nella primavera 1999, hanno ottenuto un indice d'ascolto più alto rispetto alla trasmissione in prima visione.
| nº | Titolo originale                    | Titolo italiano                            | Prima TV Austria | Prima TV Italia | Dati d'ascolto     |
| -- | ----------------------------------- | ------------------------------------------ | ---------------- | --------------- | ------------------ |
| 1  | Lebendig begraben                   | Isabella                                   | 8 gennaio 1998   | 4 marzo 1998    | 7 372 000 - 25%    |
| 2  | Tod eines Schülers                  | Morte di uno studente                      | 15 gennaio 1998  | 11 marzo 1998   | 7 326 000 - 25,49% |
| 3  | Ein mörderischer Plan               | Ipotesi per un suicidio                    | 22 gennaio 1998  | 18 marzo 1998   | 6 173 000 - 21%    |
| 4  | Mosers Tod (1 & 2)                  | L'ultima avventura (prima e seconda parte) | 25 gennaio 1998  | 25 marzo 1998   | 8 886 000 - 30,11% |
| 5  | Mosers Tod (1 & 2)                  | L'ultima avventura (prima e seconda parte) | 25 gennaio 1998  | 25 marzo 1998   | [ 5 ]              |
| 6  | Der Neue (1 & 2)                    | E tutto ricomincia (prima e seconda parte) | 1º febbraio 1998 | 1º aprile 1998  | 6 706 000 - 23,01% |
| 7  | Der Neue (1 & 2)                    | E tutto ricomincia (prima e seconda parte) | 1º febbraio 1998 | 1º aprile 1998  | [ 6 ]              |
| 8  | Der Mann mit den tausend Gesichtern | Il trasformista                            | 5 febbraio 1998  | 8 aprile 1998   | 6 783 000 - 24,33% |
| 9  | Die Verschwörung                    | Il complotto                               | 12 febbraio 1998 | 15 aprile 1998  | 6 641 000 - 25,10% |
| 10 | Tödliche Leidenschaft               | L'ultima amante                            | 19 febbraio 1998 | 8 aprile 1998   | 6 016 000 - 22,51% |
| 11 | Geraubtes Glück                     | La figlia rubata                           | 26 febbraio 1998 | 15 aprile 1998  | 6 311 000 - 22,64% |
| 12 | Rache                               | Vendetta                                   | 5 marzo 1998     | 22 aprile 1998  | 6 315 000 - 21,20% |
| 13 | Der Voyeur                          | Una medaglia a Rex                         | 12 marzo 1998    | 22 aprile 1998  | 5 971 000 - 21,14% |
| 14 | Das letzte Match                    | Ultimo gioco                               | 19 marzo 1998    | 29 aprile 1998  | 6 529 000 - 21,85% |
| 15 | Gefährlicher Auftrag                | Indagine pericolosa                        | 26 marzo 1998    | 29 aprile 1998  | 6 189 000 - 21,24% |

## Isabella
- Titolo originale:
- Diretto da:
- Scritto da:

### Trama
All'uscita da scuola, una bambina si ferma a chiacchierare con la sua migliore amica, dopodiché le due si dirigono verso casa. In un vicolo, la bambina vede un uomo con una maschera da coniglio che le si avvicina. L'uomo l'afferra e, dopo averla stordita con del cloroformio, la carica in macchina. La scena, però, viene vista da una fioraia che inizia a urlare. L'uomo, spaventato, tira fuori la pistola e la uccide. Arrivato sul luogo del delitto, Moser, grazie a Rex, trova la cartella della bambina, con il nome e l'indirizzo di casa. Pensando che Isabella (questo il nome della ragazzina) possa aver visto qualche cosa, decide di andare a trovarla. Nel frattempo, il padre di Isabella, un ricco imprenditore, riceve la telefonata dal rapinatore che gli chiede 20 milioni di scellini come riscatto. Arrivato a casa della bambina, Moser viene ricevuto con molta freddezza dal padre di Isabella, che, mentendo per paura di complicazioni, gli dice che sua figlia è a studiare da un'amica. Moser, però, intuisce che l'uomo sta nascondendo qualche cosa. Infatti finge di andare via, ma in realtà sente la seconda telefonata del rapitore, che dà al padre l'appuntamento per lo scambio. Così Moser si ripresenta dicendo di sapere del sequestro. Con l'intenzione di aiutarlo, la polizia organizza un piano per seguire costantemente il padre durante lo scambio. Intanto, la migliore amica di Isabella, che era stata già interrogata dalla polizia, trova nella macchina del padre un anello che la sua compagna portava il giorno del sequestro. La bambina intuisce così che forse è proprio suo padre ad averla rapita. Nel frattempo, scatta l'operazione riscatto. Il rapitore, però, viene ucciso da un agente di polizia prima che possa confessare dove ha nascosto la ragazzina. Grazie ad alcuni esami fatti sugli pneumatici della automobile e ai suggerimenti dell'amica di Isabella, Moser riesce a trovare, sana e salva, la bambina che era stata nascosta in una cava.

## Morte di uno studente
- Titolo originale:
- Diretto da:
- Scritto da:

### Trama
Uno studente di un liceo viennese viene ucciso con alcune coltellate alla schiena. La polizia inizia a interrogare tutti i compagni e gli insegnanti della scuola che frequentava la vittima. Dalle testimonianze, Moser scopre che Dorner (questo il nome del ragazzo), durante una partita di pallamano, aveva litigato con Thomas, un suo compagno. Moser decide quindi di parlare con lui, ma non riesce a scoprire niente di nuovo. In seguito Thomas, che invece ha qualche cosa da nascondere, si dirige a casa della vittima con la scusa di dover prendere un libro che aveva prestato a Dorner. In realtà sta cercando delle foto compromettenti con le quali il ragazzo lo ricattava, avendo scoperto la sua relazione con l'insegnante di lettere. Purtroppo, però, non riesce a trovarle. La madre della vittima, insospettita della visita di Thomas, avverte la polizia. Arrivato, Moser riesce a trovare grazie a Rex il rullino delle foto, che Dorner aveva nascosto all'interno del suo piccolo acquario. Così anche Moser viene a conoscenza della storia d'amore tra i due. Portato in centrale insieme all'insegnante, Thomas viene interrogato da Böck, mentre la donna da Moser. Dopo lunghe ed estenuanti domande, la polizia si rende conto che i due non sono colpevoli. Rilasciata, la donna decide, per la troppa vergogna, di suicidarsi, buttandosi da un palazzo. Moser intuisce il suo gesto, grazie a un biglietto lasciato da lei a Thomas, e riesce ad arrivare in tempo per salvarla. Intanto, il ragazzo si dirige a scuola per parlare con l'allenatore di pallamano, sul quale lo studente nutriva dei sospetti, perché anche lui aveva fatto delle avance all'insegnante di lettere. Infatti, quando l'uomo capisce che Thomas è stato rilasciato, tenta di ucciderlo, ma Rex riesce a fermarlo.

## Ipotesi per un suicidio
- Titolo originale:
- Diretto da:
- Scritto da:

### Trama
Un detenuto esce di prigione per buona condotta e decide di andare a trovare la sua ex moglie. La donna, però, non è affatto contenta di rivederlo e gli chiede di andarsene. Nonostante ciò, lui entra con la forza dentro casa e, appena scopre che lei si è risposata e ha avuto un bambino, va su tutte le furie. Una vicina di casa, sentendo le urla, corre in aiuto della donna e a quel punto l'uomo, minacciando la donna di uccidere il suo nuovo marito, è costretto ad andarsene. Per calmare la donna, spaventata dell'accaduto, la vicina la invita ad andare da lei fino a quando non farà ritorno il marito. Poco dopo, infatti, quest'ultimo giunge a casa. Ma, entrando nell'appartamento, viene aggredito da un uomo che lo spinge giù dalla finestra per simulare un suicidio. Appena arrivato sul luogo, il dottor Graf avverte Moser dei suoi dubbi sul fatto che sia stato realmente un suicidio. Infatti la vittima è caduta indossando gli occhiali da vista e, secondo alcune ricerche fatte sui suicidi, le persone che portano gli occhiali hanno l'istinto di toglierseli, per non ferirsi agli occhi, prima di uccidersi. I sospetti, quindi, ricadono sull'ex marito della moglie della vittima. Ma anche questa pista si dimostra errata. Infatti, con l'autopsia fatta sul cadavere si scopre che il sangue sotto le unghie della vittima non corrisponde a quello dell'ex detenuto. Moser, allora, decide di indirizzare le indagini sui colleghi di lavoro dell'uomo ucciso, impiegato in un'azienda portavalori. Dopo aver interrogato l'amministratore e il proprietario dell'azienda, Moser inizia a sospettare che i due siano coinvolti nel caso. Grazie al ritrovamento di una pistola, manomessa per non poter sparare, Moser capisce che la vittima è stata uccisa perché aveva scoperto che il proprietario e l'amministratore dell'azienda volevano organizzare una rapina a uno dei loro furgoni portavalori. Ma, non avendo prove sufficienti, Moser e Böck decidono di prendere il posto dei due autisti di un portavalori per essere assaliti dai rapinatori. Infatti, arrivati all'interno di un garage, si presentano i due criminali, e dopo una violenta sparatoria Moser riesce finalmente ad arrestarli.

## L'ultima avventura
- Titolo originale:
- Diretto da:
- Scritto da:

### Trama
La polizia trova il corpo di una donna uccisa con un colpo di pistola alla tempia. Il cadavere è stato rinvenuto in un bosco e vicino alla vittima è stata trovata una pedina del domino raffigurante il numero due. Moser intuisce subito di trovarsi alle prese con un serial killer che firma i suoi omicidi con le pedine del domino. Il giorno dopo, infatti, due ragazzi in bicicletta trovano, sempre nel bosco, il cadavere di un'altra donna uccisa nello stesso modo, con accanto la pedina numero tre. Le paure di Moser sono confermate ma non ha nessun indizio su cui lavorare. Nel frattempo si presenta al commissariato una specialista in psicologia criminale che ha l'incarico di aiutare la polizia fornendo un identikit “psicologico” dell'assassino. Guardando le foto di come sono state trovate le vittime, la psicologa afferma che i delitti sono opera di uno psicopatico tra i trenta e i quaranta anni, che probabilmente ha perso il padre da piccolo e che ha avuto una madre autoritaria e severa. Queste affermazioni sono confermate anche dal fatto che nella mano destra delle vittime vi era sempre un bastone, simbolo per il killer, dei maltrattamenti subiti da bambino. La pedina del domino, invece, sembra essere solo un modo per numerare le sue vittime. Ma allora dov'è il cadavere della numero uno? La psicologa afferma che il primo delitto potrebbe risalire anche a molti anni prima, oppure l'assassino ha deciso di lasciare quel posto alla madre, non avendo però avuto il coraggio di ucciderla. Intanto lavorando insieme al caso, tra Moser e la psicologa nasce una storia d'amore, nonostante i due riescano a vedersi raramente perché Moser sembra quasi ossessionato dall'idea di dover catturare il killer. Dagli archivi della polizia non risulta nessun criminale che abbia le caratteristiche del loro uomo. Ma, grazie a una delle autopsie fatte sulle vittime, il dottor Graff avverte Moser di aver trovato uno dei proiettili della pistola del killer. Moser riesce così a risalire all'arma dei delitti: un revolver degli anni '30. Inoltre Moser, pensando che il luogo dove sono stati rinvenuti i cadaveri possa fornire altri indizi, decide di tornare nel bosco per ulteriori investigazioni. Scopre infatti, mettendosi nella stessa posizione in cui erano i corpi, che tutte le vittime sono state posizionate in modo che il loro sguardo si dirigesse verso un vecchio edificio. Per scoprire a chi era appartenuto, essendo ormai disabitato, Moser chiede informazioni alla gente che vive nelle vicinanze. Purtroppo nessuno sa nulla ma una donna gli dice di chiedere alla signora Hauff, che da sempre abita in quel quartiere e proprietaria di un negozio di antiquariato. Neanche la signora Hauff però, sembra poter essere utile alle indagini fino a quando Moser scopre che tra gli articoli in esposizione nel suo negozio ci sono delle pistole antiche. La donna, infatti, afferma di aver venduto sei mesi prima un revolver degli anni '30 ma non ricorda a chi. Intuendo che la donna ha qualcosa da nascondere, Moser inizia a investigare su di lei, scoprendo che la signora Hauff ha un figlio psicopatico che dopo aver ucciso la sua fidanzata è stato rinchiuso in manicomio. Insieme alla psicologa, Moser decide di andare a parlare con il figlio, convinto che anche se rinchiuso in manicomio sia lui il killer. Riesce quindi a scoprire, grazie all'aiuto di Rex, come l'uomo riesce a uscire dall'edificio di nascosto, passando per i tetti di Vienna senza essere visto. Ma prima che Moser riesca ad arrestarlo, il criminale scappa rubando un camioncino. Nel frattempo, la signora Hauff non trovando più il vecchio revolver, sospetta che il colpevole degli omicidi sia il figlio e decide di andare nel suo magazzino, dove tiene gli articoli non venduti, per cercare l'arma scomparsa. Non riuscendo a trovare la pistola decide di andare in un altro vecchio magazzino abbandonato, dove spesso andava a giocare con il figlio quando era piccolo. All'interno la donna trova le prove degli omicidi del figlio e anche lui, che dopo una violenta discussione la rinchiude in uno stanzino. Poi l'uomo si dirige allo studio della psicologa e quando lei arriva la stordisce e la porta al vecchio magazzino. Moser, non ricevendo notizie della ragazza, si insospettisce e inizia a cercarla. Inoltre, viene informato che anche la signora Hauff è scomparsa. Avendo trovato la macchina di quest'ultima abbandonata vicino a un vecchio magazzino, Moser decide di entrare per controllare l'edificio dove trovano la ragazza. Dopo aver lasciato Rex con la psicologa Moser va quindi a controllare le altre stanze e trova la signora Hauff rinchiusa. Tentando di liberarla però non si accorge che il killer è dietro di lui e quest' ultimo gli spara alla schiena. Moser, anche se ferito, cerca comunque di salvare la psicologa, ma l'assassino spara di nuovo colpendolo mortalmente al torace. Rex corre in aiuto del suo compagno ma ormai non c'è più nulla da fare. Il killer, vedendo lo sguardo disperato di Rex, sopraffatto dal rimorso, si spara un colpo alla tempia. All'ospedale Rex veglia il corpo senza vita del suo padrone.

## E tutto ricomincia
- Titolo originale:
- Diretto da:
- Scritto da:

### Trama
Dopo essere salito nella sua camera d'albergo, un uomo d'affari si accorge che la porta della stanza comunicante con la sua è socchiusa. Aprendola si trova davanti due uomini intenti a caricare dei fucili. Spaventato, l'uomo cerca di richiudere la porta, ma i due lo bloccano e lo uccidono. Il giorno seguente la polizia trova il cadavere di un uomo sulle rive del Danubio. Arrivati sul luogo del ritrovamento Bock e Holler incontrano il nuovo commissario della sezione omicidi in un modo del tutto inaspettato. Infatti, Alexander Brandtner (Gedeon Burkhard), questo il suo nome, si butta in acqua dopo aver notato un sacco in cui era stato messo il cadavere che si era staccato dalle cime di sicurezza e si stava allontanando velocemente nel fiume. Dall'autopsia fatta sulla vittima si scopre che sia il viso che i polpastrelli della mani sono stati resi irriconoscibili in modo da non poter identificare il corpo. Nel frattempo arriva all'aeroporto di Vienna una donna, sostituto procuratore della repubblica italiana, con il suo segretario. Uno dei due killer la segue per scoprire su cosa sta investigando. La donna, infatti, deve trovare delle prove schiaccianti per poter arrestare un boss della mafia, sospettato dell'omicidio del procuratore distrettuale, dei vari traffici illegali e di riciclaggio di denaro sporco. Dopo la morte di Richard Moser (Tobias Moretti), Rex è entrato in depressione, non dorme da vari giorni e non vuole uscire di casa. Bock e Holler si danno il cambio per andare a dargli da mangiare e restare un po' con lui, ma le cose non sembrano migliorare; curioso di conoscere il cane, Alex decide di andare a trovarlo; da subito tra i due nasce un bellissimo rapporto, forse perché anche Alex aveva perso da poco il suo compagno, un cane poliziotto morto in un'esplosione. Così, Rex ricomincia ad avere voglia di uscire e Alex lo rimette subito al lavoro. Grazie al sacco che Alex aveva recuperato si scopre che la vittima aveva soggiornato in un albergo e dalla lista dei clienti si risale alla sua identità. Nonostante ciò, la polizia non riesce a trovare una valida ragione per l'omicidio di quell'uomo. Alex, però, inizia a sospettare che sia stato ucciso perché aveva visto qualche cosa nella stanza comunicante con la sua. Nel frattempo, per sapere in anticipo gli spostamenti del sostituto procuratore, i killer fanno rapire la moglie del segretario della donna per poterlo ricattare. L'uomo, disperato, decide di collaborare con loro. In questo modo i killer possono organizzare un attentato per uccidere il sostituto procuratore. Quest'ultima, intanto, ha scoperto che il boss della mafia ha aperto un cospicuo conto in una banca locale e, con la speranza di poterlo incastrare per riciclaggio di denaro, decide di interrogare il direttore della banca, invitandolo a pranzo in un ristorante viennese. Saputo il nome del ristorante i due killer decidono di uccidere la donna proprio in quella occasione. Arrivati sul luogo, i due vedono che una delle finestre del palazzo di fronte al ristorante è il punto adatto per poter sparare senza essere visti. Così, irrompono in quell'appartamento uccidendo l'anziana inquilina e si preparano per l'attentato. Ma vengono disturbati da una vicina di casa che, suonando ripetutamente al campanello dell'appartamento e non avendo risposta, chiama la polizia. I due sono costretti a scappare senza portare a termine il loro incarico. Intanto Alex, dopo aver scoperto che uno dei due clienti d'albergo, che alloggiava nella camera comunicante con la vittima, ha dei precedenti penali, decide di fargli visita. L'uomo, che riforniva i killer di tutto ciò di cui avevano bisogno a Vienna, viene arrestato, ma durante l'azione, arrivano anche i due killer, che dopo una violenta sparatoria riescono a fuggire. Nel frattempo, l'avvocato della banca in cui il boss aveva aperto il conto chiama il sostituto procuratore chiedendole un incontro con la promessa di mostrarle delle prove schiaccianti per incastrare il boss. La donna accetta e l'incontro è fissato vicino a una chiesa nei dintorni di Vienna. Avvertiti dal segretario, i due killer arrivano in quel luogo qualche ora prima per poter posizionare una carica di esplosivo che distrugga la macchina della donna. Ma anche la polizia, intercettando la telefonata del segretario, è a conoscenza dell'incontro. Per arrivare più in fretta, Alex e Rex prendono un piccolo aereo e si paracadutano nelle vicinanze. Bock, con i rinforzi, circonda la zona. I due killer non si accorgono della polizia e aspettano l'arrivo della macchina. Grazie all'aiuto di Rex i due criminali vengono consegnati alla giustizia e il sostituto procuratore rientra in Italia con le prove per l'arresto del boss mafioso.
● Guest Star: Maddalena Crippa (procuratore)

## Il trasformista
- Titolo originale:
- Diretto da:
- Scritto da:

### Trama
Un anziano signore rapina un supermercato e uccide uno dei commessi che stava tentando di fermarlo. Poi entra in un locale a luci rosse, nel quale si toglie la maschera e si trasforma in un normale uomo di mezza età. Arrivata sul luogo del delitto, la polizia riesce a ottenere un identikit del criminale e a scoprire che, dopo la rapina, il ladro si è rifugiato in un erotic-center dal quale, però, nessuno lo ha più visto uscire. Essendoci state, negli ultimi mesi, altre rapine ai supermercati, Alex, decide di confrontare i vari identikit. Scopre, così, che ogni sospetto sembra assomigliare a un personaggio famoso, una volta Elvis Presley, un'altra volta a Che Guevara e nell'ultima rapina l'aspetto è di quello di Albert Einstein. Sovrapponendo gli identikit e togliendo alcuni particolari, Alex riesce a ottenere il vero volto del ladro. Ma chi è quest'uomo, così abile nel trasformarsi? Alex è convinto che si tratti di un uomo che lavora, o lavorava, in un circo come trasformista, ma anche come esperto tiratore, dato che era riuscito a uccidere il commesso del supermercato con un colpo di pistola esattamente in mezzo agli occhi. Decide, così, di andare a parlare con la proprietaria di un locale di varietà, in cui si esibiscono molte persone del mondo del circo. Li, sfogliando un registro con varie foto di personaggi che avevano lavorato nel locale, trova il suo uomo. Ma quando arriva dove gli abita, l'uomo è già scappato. Durante la fuga, però, rapina una agenzia di cambio. Ma, questa volta, la polizia arriva mentre lui è ancora nei paraggi e grazie al fiuto di Rex, Alex riesce a individuarlo. L'uomo inseguito si rifugia allo zoo di Vienna e prende in ostaggio alcuni clienti di un bar. Alex è costretto ad assecondare le sue richieste. Ma proprio quando le cose sembrano volgere a favore del criminale, Alex riesce a smascherare il suo ennesimo travestimento.

## Il complotto
- Titolo originale:
- Diretto da:
- Scritto da:

### Trama
Tre uomini decidono, durante una partita a golf, di uccidere la persona che li ricatta, per degli appalti truccati, da alcuni mesi. Così, si dirigono verso il luogo dove la vittima sta giocando al tiro a piattello e nel momento in cui l'uomo rimane solo, i tre lo sorprendono alle spalle, gli sfilano il fucile e uno di loro gli spara un colpo in pieno volto. Poi, due tornano a giocare tranquillamente a golf mentre il terzo corre nella camera d'albergo della vittima per eliminare dal suo computer i dati che li riguardavano. Avvertita del ritrovamento del cadavere, la squadra di Alex si mette subito all'opera. Alex e Bock iniziano a interrogare gli ospiti dell'albergo che usufruiscono del campo da golf, mentre Holler, porta il computer da alcuni programmatori sperando di riuscire a recuperare i file mancanti. Nel frattempo, uno dei tre uomini, spaventato dall'arrivo della polizia, tenta di scappare, ma gli altri due non glielo permettono, tenendolo sempre sott'occhio. Inoltre, per avere una garanzia che nessuno di loro tre possa tradire gli altri, decidono di scrivere una confessione e di consegnare una copia a ognuno. Intanto Alex e Rex, perlustrano in lungo e in largo il campo da golf, ma Rex non riesce a trovare nessun valido indizio. Ormai tra i tre uomini dilaga il nervosismo e durante l'ennesimo tentativo di fuga di uno dei tre, gli altri due decidono di eliminarlo chiudendolo dentro la sauna dell'albergo. Nel frattempo, Alex inizia a pensare che, dato che il fucile che aveva ucciso la vittima era stato ripulito, forse il colpevole lo aveva fatto con la pezza con il quale i golfisti puliscono le palline prima di colpire. Così, Alex fa annusare a Rex le pezze da giocatori di golf lì presenti e alla fine il cane trova la prova schiacciante. La pezza in questione appartiene a uno dei tre uomini su cui la polizia aveva già dei sospetti. Alex e Bock corrono all'albergo per arrestare i tre. Ma mentre salvano quello che è stato chiuso nella sauna, gli altri due riescono a scappare. Rex e Bock si lanciano all'inseguimento, durante il quale Bock viene ferito alla testa. Alla fine Alex riesce a raggiungere i due criminali e a consegnarli alla giustizia.

## L'ultima amante
- Titolo originale:
- Diretto da:
- Scritto da:

### Trama
Durante il suo giro di controllo, il proprietario di un deposito di container viene ucciso, schiacciato da uno di questi. La squadra omicidi viene avvertita dell'accaduto, mentre è intenta a festeggiare il compleanno di Hollerer. Alex si precipita sul luogo del delitto e inizia le sue indagini interrogando la moglie e il figlio della vittima, insieme al capo magazziniere. Da quest'ultimo viene a scoprire che il suo capo aveva il vizio del gioco d'azzardo. Così, Alex decide di seguire questa pista. Infatti, finge di essere un giocatore, ubriaco, pieno di soldi, che ha voglia di essere “spennato”. Entrato nel locale in cui la vittima andava a giocare di solito, chiede al barman di organizzare un tavolo. Le cose però si mettono male e Alex, costretto a rivelare la sua identità, viene aiutato da Rex che salva la situazione. Alex, scopre, però, che il capo magazziniere aveva un grosso debito di gioco con la vittima e che per pagarlo aveva organizzato un traffico di merci rubate dai container. Ma non è lui l'assassino: nel momento dell'incidente, si trovava da un'altra parte. Grazie all'agenda della vittima e a un secondo interrogatorio con la moglie, Alex scopre che il proprietario del deposito aveva molte amanti. Forse una di queste, gelosa, avrebbe potuto ucciderlo o forse la moglie stessa, stanca dei suoi tradimenti. Ma anche l'alibi di quest'ultima sembra di ferro. Alex allora interroga, di nuovo il figlio della vittima, che, curiosamente, ha preso la barca del padre, alla quale non si era mai interessato, e l'ha completamente ripulita. Inoltre le risposte che ha dato la moglie del figlio durante l'interrogatorio non convincono affatto Alex. La donna sta sicuramente nascondendo qualche cosa. Portata in secco la barca, la polizia si accorge di un sacchetto che il figlio aveva buttato ripulendo l'imbarcazione. Dentro, Alex, trova delle pasticche contro le nausee della gravidanza. Inoltre, sulla macchina della nuora della vittima, Alex aveva notato, una multa per sosta vietata, fatta nelle vicinanze dal molo. Così, capisce che l'ultima amante della vittima era stata proprio la moglie del figlio. Quest'ultimo, per non separarsi dalla moglie, aveva ucciso il padre. Scoperta la gravidanza della donna, però, il marito decide di uccidere anche lei, ma Alex e Rex arrivano in tempo per salvarla.

## La figlia rubata
- Titolo originale:
- Diretto da:
- Scritto da:

### Trama
Mentre una donna cammina in un parco, vede una ragazza ferita tra i cespugli. Quest'ultima è ancora viva e continua a ripetere la parola "lei". La donna corre a chiamare un'ambulanza, ma quando ritorna la ragazza è morta. Arrivato sul luogo del delitto, Alex trova, come unico indizio, una chiave. Grazie anche all'aiuto del dottor Graff, che si accorge di alcuni segni di vernice sul cadavere, Alex scopre che la ragazza frequentava il liceo artistico di Vienna e la chiave era quella del suo armadietto della scuola. Lì dentro la polizia trova i documenti della vittima e Alex e Bock decidono di andare a casa sua. Appena arrivati i due vengono sorpresi dall'arrivo di una coppia di genitori, in cerca della loro bambina. Alex capisce così che la ragazza, che faceva la baby-sitter, era stata aggredita e la neonata che aveva in custodia è stata rapita. Alex si rende conto di essere davanti a un caso delicato e che, molto probabilmente, il rapitore è una donna che non può avere figli. Per capire meglio come deve muoversi, Alex decide di andare a parlare con un'altra donna che, qualche mese prima, era stata arrestata per il rapimento di un bambino. Quest'ultima, infatti, gli dà un suggerimento: controllare i negozi per i bambini: sicuramente la sospettata avrà comprato tutto il necessario per accudire la "sua" bambina. Nel frattempo i genitori della neonata, disperati per la situazione e contro il parere della polizia, decidono di annunciare l'accaduto su un giornale promettendo una ricompensa a chiunque sappia qualche cosa. Una vicina di casa della donna che ha rapito la bambina, vedendo la foto sul giornale, si insospettisce. Presa dal panico la donna la colpisce con il ferro da stiro e scappa con la bambina. Grazie alla lista dei clienti di un negozio per bambini, Alex riesce a scoprire l'indirizzo della sospettata. Arrivato sul luogo, però, trova solo la vicina di casa, tramortita per terra. Dagli indizi trovati in casa, Alex capisce che la donna si è rifugiata nella casa in campagna dei suoi genitori, ma anche quando arriva lì, non c'è traccia di lei. Quest'ultima, infatti, si è nascosta in una villa vicino da dove può controllare la strada. Terrorizzata dal fatto che possano riprendersi la neonata, la donna scappa di nuovo. Questa volta, però, Alex la vede e inizia a inseguirla con la macchina. Presa dal panico la donna minaccia di buttarsi in un burrone, ma Rex riesce a salvare la situazione.

## Vendetta
- Titolo originale:
- Diretto da:
- Scritto da:

### Trama
All'uscita dal carcere, dopo due anni di galera, un uomo trova ad aspettarlo la sua fidanzata. L'uomo ha un unico pensiero: vendicarsi di Alex Brandtner, che lo aveva arrestato per furto prima di diventare commissario della squadra omicidi di Vienna. Per colpire Alex la coppia ha già organizzato un piano. Il giorno stesso, infatti, durante la solita passeggiata che Alex fa insieme a Rex, una donna lo avvicina chiedendogli aiuto per ritrovare le chiavi della macchina, perse mentre faceva footing. Al comando di Alex, Rex inizia a cercarle, allontanandosi dai due. A un certo punto, però, il complice della donna, usando come esca una femmina di pastore tedesco in calore, adesca Rex, che ingenuamente sale sul furgone. Alex, preoccupato, inizia a chiamare il suo cane e perde di vista la donna. Lei ne approfitta per scappare e raggiunge il furgone, che parte a tutta velocità. Alex, rendendosi conto di ciò che è accaduto, chiama la centrale, diramando la descrizione del veicolo con il quale è stato portato via Rex. Arrivati al magazzino abbandonato, i due criminali decidono di uccidere il cane, ma Rex, prendendoli di sorpresa, riesce a scappare. Nel frattempo Alex è riuscito a sapere a chi appartiene il furgone. Il proprietario, però, non c'entra, lo ha prestato a una sua amica. Investigando su di lei, la polizia scopre che la donna è fidanzata con un criminale arrestato da Alex per una rapina a mano armata. Ricordandosi di ciò che era accaduto due anni prima Alex decide di andare a controllare la stessa banca che l'uomo aveva rapinato in precedenza. Infatti, arrivati sul luogo, Bock e Alex vedono l'uomo all'interno della banca con la pistola in mano. Alex decide di entrare e di offrirsi come ostaggio in cambio delle persone all'interno della banca. L'uomo accetta e Alex entra. Intanto, all'esterno, Bock vede una donna allontanarsi velocemente e ordina agli agenti di fermarla. Nel frattempo il criminale decide di uscire facendosi scudo con Alex. Ma Rex, con un balzo, lo prende alle spalle e lo disarma.

## Una medaglia a Rex
- Titolo originale:
- Diretto da:
- Scritto da:

### Trama
Un guardone spia dalla finestra una donna che vive in un appartamento di fronte al suo. Un giorno, proprio mentre la sta fotografando, vede la donna aprire la porta di casa a un uomo che dopo averla assalita la strangola. Il guardone decide di non chiamare la polizia e di sviluppare subito il rullino per vedere se nelle foto appare il volto dell'assassino. Qualche ora dopo, tornato a casa, il marito della donna trova il cadavere della moglie e chiama la polizia. La squadra di Brandtner, che si trova al ricevimento per la consegna di un premio a Rex per il lavoro compiuto, accorre subito sul luogo del delitto. Nel frattempo il guardone vede dalle foto che l'assassino altri che non è il marito della vittima. Decide così di ricattarlo chiedendogli due milioni di scellini. Intanto Alex grazie a delle ricevute di taxi, scopre che la donna aveva una relazione extraconiugale proprio con un tassista. Quest'ultimo sospettato perché testimoni affermano di averlo visto litigare con la vittima proprio il giorno stesso dell'omicidio, si dichiara innocente. Alex, a discapito degli indizi contro di lui, gli crede anche perché ha la sensazione che il marito della donna non sia del tutto estraneo all'accaduto. Lui, però, al contrario del tassista ha un alibi di ferro: il giorno della morte della moglie era tornato a Vienna, con l'aereo, da un viaggio di lavoro. Alex, però, non si arrende e decide di chiamare l'aeroporto. Scopre, così, che il marito, prendendo il volo precedente per tornare a Vienna, aveva avuto tutto il tempo necessario per commettere l'omicidio, tornare all'aeroporto e fingere di essere arrivato con il volo successivo. Inoltre, quando Alex giunge a casa del sospetto, trova in un cestino della spazzatura le foto con cui l'uomo viene ricattato. Ma di lui non vi è traccia. Quest'ultimo infatti, dopo aver scoperto l'identità del suo ricattatore, si dirige nell'appartamento di fronte per ucciderlo. Ma per errore colpisce l'uomo sbagliato. Rendendosi conto dello sbaglio, l'assassino individua il suo uomo e tenta di ucciderlo in un grande magazzino dove il ricattatore lavora come guardia notturna. Ma Alex e Rex sono sulle sue tracce e riescono ad arrestarlo prima che uccida ancora.

## Ultimo gioco
- Titolo originale:
- Diretto da:
- Scritto da:

### Trama
Un uomo, accoltellato alla schiena, muore in un circolo sportivo. Il cadavere viene trovato dalla signora Schulz, proprietaria del club, che avverte subito la polizia. Alex e la sua squadra iniziano a interrogare tutti i clienti del circolo. Si scopre, così, che le ultime due persone ad avere visto la vittima viva sono state la proprietaria e il signor Aberman, socio onorario del club. I due, però, sembrano avere entrambi un alibi perfetto, anche se rispondono alle domande con un certo nervosismo, come se nascondessero qualche cosa. Infatti Alex scopre, dalla lista delle telefonate fatte al circolo, che la donna, durante le ultime due settimane, aveva chiamato spesso la vittima. Alla richiesta di una spiegazione, la proprietaria risponde che l'uomo aveva iniziato a bere in modo eccessivo e lei era decisa ad aiutarlo. Il giorno seguente, però, la polizia trova la donna morta con un coltello piantato nel cuore. L'autopsia svela che la donna è stata uccisa. Alex, allora, inizia a pensare che le morti siano dovute a una resa dei conti. Scopre, infatti, che nell'ufficio della proprietaria, una settimana prima della sua morte, c'era stata un violento litigio, al quale avevano partecipato quattro persone, due delle quali erano già morte. Alex, quindi, si mette sulle tracce degli altri due. Nel frattempo, il padre di una famosa tennista, che si allena in quel circolo, tenta in tutti i modi di mandare fuori pista le indagini. Dopo l'aggressione subita dal signor Aberman il quale, però, riesce a salvarsi, il padre della tennista confessa alla polizia di essere il colpevole degli omicidi. Ma grazie all'infallibile fiuto di Rex, Alex scopre che la vera colpevole è, in realtà, la figlia. Quest'ultima confessa la verità. Con la scusa di poter conoscere un potenziale sponsor, la tennista era stata convocata a una riunione del circolo sportivo. Ma al suo arrivo aveva trovato solo la proprietaria, Aberman e un altro socio. Dopo aver alzato il gomito, i due uomini l'avevano violentata, sotto gli occhi accondiscendenti della Schulz. In seguito a ciò, la ragazza si era voluta vendicare.

## Indagine pericolosa
- Titolo originale:
- Diretto da:
- Scritto da:

### Trama
Un uomo viene arrestato per avere ucciso sei persone facendo esplodere una bomba. Prima di entrare in prigione, Zack, questo il nome del criminale, ha però innescato un altro ordigno, pronto a esplodere se qualcuno ruba i soldi che ha nascosto. Per scoprire il nascondiglio e disinnescare la bomba, Alex, fingendosi un delinquente, entra in prigione. Lì cerca in tutti i modi di farsi amico Zack, ma quest'ultimo è alquanto diffidente. Dopo qualche giorno i due vengono trasferiti in un altro carcere. Durante il viaggio, però, Alex, che aveva già architettato tutto, con l'aiuto della sua squadra, finge di sentirsi male e disarmando una delle guardie, costringe il furgone blindato a fermarsi. Poi propone a Zack di fuggire insieme a lui. L'uomo accetta e i due si dirigono a casa di Alex, abitata per l'occasione da Bock che finge di essere un ricettatore, al quale i due chiedono asilo. Nel frattempo Hollerer addestra Rex a scovare e a segnalare la presenza di bombe. Dopo qualche giorno, Zack decide di andarsene, separandosi da Alex. Alex, per non insospettirlo, lo lascia andare, mettendogli un trasmettitore nella borsa, per poter seguire i suoi spostamenti. L'uomo, infatti si dirige nel luogo dove ha nascosto i soldi, un appartamento proprio sopra un asilo. Zack, però, si accorge di essere seguito dalla polizia e dopo aver innescato la bomba, affinché esploda nel giro di pochi minuti, esce, tenendo un altro ordigno in mano. Minacciando di farlo esplodere, l'uomo chiede agli agenti di allontanarsi e che una macchina venga messa a sua disposizione. Nel frattempo Alex e Rex cercano di disinnescare la bomba all'interno dell'appartamento e, grazie all'aiuto di un artificiere che segue le mosse di Alex telefonicamente, ci riescono. Quando anche loro escono dallo stabile, Bock avverte Alex di quello che è successo: Zack è salito su una macchina e ha preso in ostaggio Hollerer per guidarla. Alex si lancia all'inseguimento dell'auto, ma sa di non poter intervenire per paura che l'uomo faccia esplodere la bomba. Ma ad un certo punto Hollerer che sta seguendo la strada che gli dice Zack, vede un parcheggio isolato; con un colpo di sterzo si dirige lì dentro, poi apre lo sportello e si butta dalla macchina. L'auto, senza conducente, si schianta su un'altra auto esplodendo all'istante.